# Hadži Halil Paša
Hadži Halil Paša (turško Hacı Halil Paşa) je bil veliki vezir Osmanskega cesarstva, * ni znano, † 1733, Kreta, Osmansko cesarstvo, zdaj Grčija.
Epitet Hadži (turško Hacı) pomeni romar.

## Zgodnja leta
Halil Paša je bil Albanec, rojen v Elbasanu. Odrasel je v garniziji  Bostancı v sedanjem azijskem delu Istanbula. Leta 1694 je zapustil svojo enoto in odšel v Bagdad in bil podrejen bagdadskemu guvernerju. Leta 1711 je napredoval v komandanta Bostanške garnizije (turško Bostancıbaşı) in leta 1716 na položaj beglerbega Erzurumskega ejaleta (pašaluka). Zaradi izbruha avstrijsko-turške vojne leta 1716 ni služil v Erzurumu, ampak je bil premeščen  Beograd.

## Veliki vezir
Med odločilno bitko pri Petrovaradinu 5. avgusta 1716 je bil Silahdar Ali Paša ubit. Sultan je na predlog poveljnikov  za novega velikega vezirja imenoval Halil Pašo. Naslednje leto je Halil Paša odšel na pomoč Beogradu, ki ga je oblegala avstrijska vojska. Evgen Savojski je premagal njegovo vojsko in osvojil Beograd.  Halil Paša je bil po porazu 26. avgusta 1717 odpuščen s položaja velikega vezirja.

## Kasnejša leta
Kasneje je bil obsojen na smrt in se je skrival v Istanbulu. 7. junija 1720 so ga našli,  smrtni kazni pa se je s pomočjo svojih podpornikov izognil. Leta 1727 je postal guverner sandžaka Eğriboz v osrednji Grčiji, naslednje leto pa je bil imenovan za guvernerja Krete, kjer je leta 1733 umrl.